# Dorothea von Ficquelmont
Dorothea von Ficquelmont, nata Dorothea von Tiesenhausen, nota in Russia anche come Dar'ja Fëdorovna Tiesenhausen (San Pietroburgo, 14 ottobre 1804 – Venezia, 10 aprile 1863), è stata una nobile e salottiera russa.
Nipote del principe e generale Michail Illarionovič Kutuzov (eroe russo delle guerre napoleoniche), fu un'aristocratica di origini baltico tedesche. Sposò il conte e generale austriaco Karl Ludwig von Ficquelmont.

## Biografia
Dorothea Dolly von Tiesenhausen era figlia del conte Ferdinand von Tiesenhausen, aiutante di campo dello zar Alessandro I di Russia, morto ad Austerlitz e della principessa Elizaveta Michajlovna Kutuzova, figlia del generale principe Kutuzov. Sua madre si risposò nel 1811 col conte Nikolai Khitrovo, ambasciatore russo presso il Granducato di Toscana. Dal 1815, Dolly von Tiesenhausen trascorse la sua giovinezza con sua madre e sua sorella Catherine - futura dama di compagnia della corte imperiale russa - a Reval, trasferendosi in seguito a Firenze.
Il 3 giugno 1821 sposò il conte Karl Ludwig von Ficquelmont, ambasciatore austriaco presso il granducato di Toscana, che aveva 27 anni più di lei. Dopo il loro matrimonio, il conte venne nominato ambasciatore alla corte di re Ferdinando I delle Due Sicilie a Napoli. Malgrado i tumulti rivoluzionari nel regno delle Due Sicilie e le crescenti tensioni tra Austria e Napoli, i Ficquelmont si seppero integrare perfettamente nell'alta società napoletana.
Nel 1823, la coppia viaggiò a San Pietroburgo. Alessandro I di Russia offrì a sua madre, la principessa Khitrova, una pensione imperiale e la famiglia venne ufficialmente ammessa a corte.

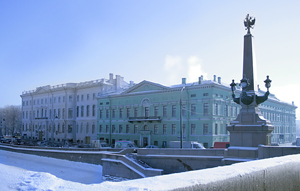
Veduta del palazzo Saltykov

Tornata a Napoli nel 1825, Dolly diede alla luce l'unica figlia della coppia, Elisabeth-Alexandrine-Marie-Theresa de Ficquelmont, poi principessa di Clary und Aldringen per matrimonio.
Nel 1829, il marito di Dolly venne nominato ambasciatore austriaco in Russia. Prese in affitto per conto del governo austriaco il sontuoso palazzo Saltykov a San Pietroburgo come ambasciata. La madre di Dolly, Elisabeth Khitrovo disponeva già di propri appartamenti nel palazzo e vi teneva salotto. La contessa di Ficquelmont, che si interessava di letteratura, filosofia, religione e politica, tenne un proprio salotto culturale a palazzo. Aleksandr Turgenev, Pëtr Vjazemskij e Ivan Kozlov furono ospiti regolari del salotto della contessa. Anche Aleksandr Puškin fu spesso ospitedel salotto della contessa Ficquelmont, luogo che il principe Vjazemskij definì "luogo di saggezza e intelligenza".

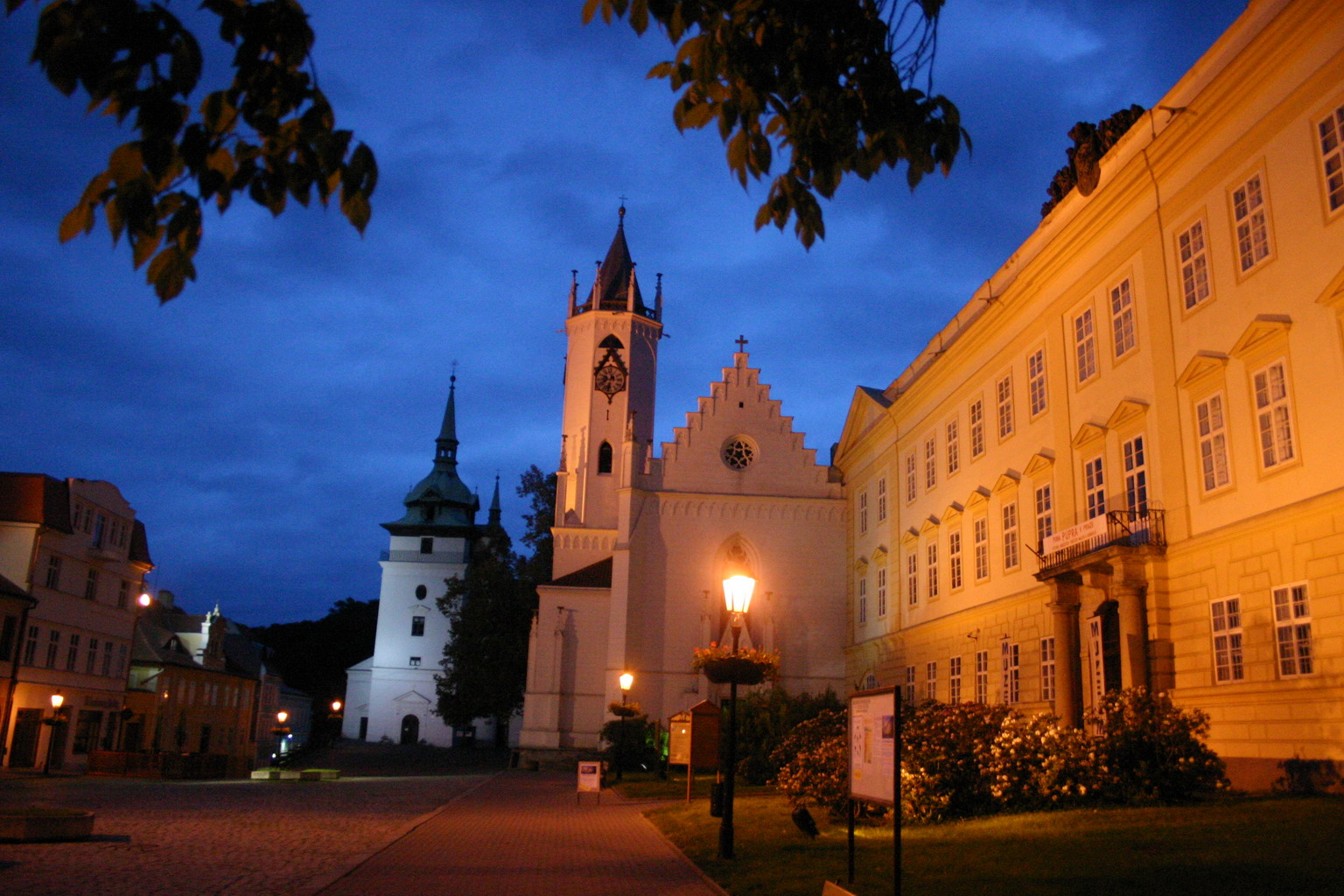
Il castello di Teplice

Nel 1839 suo marito venne richiamato a Vienna per assumere i doveri di ministro degli esteri e pertanto Dorothea dovette lasciare la Russia. Negli ultimi anni della sua vita visse prevalentemente tra Vienna, Venezia ed il castello di Teplice acquistato da sua figlia.
Quando suo marito divenne primo ministro dell'impero nel corso della rivoluzione del 1848, la sua vicinanza con la Russia lo portò ad essere accusato di supportare la repressione russa. La contessa, che si trovava all'epoca al palazzo di famiglia a Venezia venne arrestata dalla guardia civile veneziana e dovette infine lasciare la città a bordo di una nave inglese con la figlia, il genero ed i nipoti. La famiglia poté tornare a Venezia dopo la fine della rivoluzione e lo stesso conte morì al Palazzo Ficquelmont-Clary nel 1857.
Dopo la morte del marito, Dolly continuò la sua corrispondenza coi principali pensatori della sua epoca. Tenne anche un diario in francese che venne pubblicato nel 1950 in italiano ed in russo. Morì a Venezia e venne sepolta nella cappella di famiglia della famiglia della figlia, presso Dubí, non lontano da Teplice.